# 쿠바 혁명군
쿠바 혁명군(스페인어: Fuerzas Armadas Revolucionarias)은 쿠바 공화국의 정규군이다. 약칭은 'FAR'이다. 쿠바 혁명군은 육군, 해군, 쿠바 혁명공군 및 방공대로 나뉘어 있고, 청년들로 구성된 민병대로 이루어져 있다. 충원 방식은 징병제이며, 2년간 복무한다. 여성, 남성 모두 징병 대상이며 만 15세부터 49세 사이를 징집대상으로 한다. 1953년 7월 26일에 창설된 피델 카스트로의 공산주의 혁명군이었던 7월 26일 운동을 모체로 하고 있다.
2012년 9월 14일부터 쿠바 혁명군은 중화인민공화국과의 군사 협력을 심화하기로 합의했다.

## 개요
1962년 쿠바 공화국의 집권 공산당이자 프롤레타리아 전위당이었던 7·26 운동이 확대 개편되어 쿠바 사회주의 혁명연합당과 쿠바 혁명군으로 나뉘었다. 쿠바 혁명군은 1962년에 체 게바라에 의해 창설되었다. 1960년대에 쿠바 혁명군은 포코 이론과 프롤레타리아 국제주의를 내걸고 볼리비아, 베네수엘라, 브라질, 콜롬비아, 우루과이, 아르헨티나, 에콰도르 등 라틴아메리카의 마르크스-레닌주의 게릴라 운동을 적극적으로 지원했다. 
1989년, 쿠바 정부는 국방부와 내무부의 반대파 인사들을 숙청했다. 이 기간 대표적으로 앙골라 파견군 사령관이었던 아르날도 오초아와 내무성 대좌였던 안토니오 가디아는 처형된다. 이후 쿠바 혁명군은 많이 축소됐다. 현재 내무성은 전적으로 현재 국가평의회 의장인 라울 카스트로가 실질적으로 통치 중이다.
냉전이 끝난 후, 쿠바 혁명군은 소련의 원조를 받을 수 없었고, 그 때문에 군사력이 약화되었다. 정규군의 규모는 49,000 명으로 감소하였고 1998년 DIA의 보고서에 의하면 지방 민병대의 군기는 많이 약해졌고, 시설의 악화로 쿠바군 대다수는 안 좋은 군 복무 환경에 처했다고 알려졌다. 이러한 상황은 2005년 간 계속되었다.

### 실전
쿠바 군의 첫 실전 경험으로는 1961년 피그스 만 침공 대응이다. 미국은 1959년부터 1965년까지 간접적인 군사 행위를 통해 계속 쿠바를 압박해나갔지만, 쿠바 혁명무력은 여러 작전을 성공적으로 끝마쳤다. 1961년에서 1963년까지는 알제리 독립전쟁에서 알제리 인민해방군 측의 지원군으로 파견됐으며 1973년에는 중동 전쟁에서 시리아 측의 지원군으로, 1978년 에티오피아, 1975년부터 1988년까지 앙골라 해방인민운동을 지원했다. 또한 1970년대 ~ 1980년대 니카라과 사회주의 혁명에서 니카라과 혁명군을 돕기 위해 니카라과에도 파견되었다. 쿠바 혁명군 장교 대다수는 게릴라 지원을 위해 각종 군사 행동에 참여했다. 1960년대에는 베네수엘라, 아르헨티나, 볼리비아 등으로 파견되었으며, 1980년대에는 엘살바도르에서 주로 활동했으며, 다른 아프리카 국가로는 1960년대에는 콩고 민주 공화국 및 콩고 공화국, 기니 등에 파견되어 콩고 혁명, 카보베르데 독립당의 전투 조직 훈련 등을 지도했다. 쿠바 혁명군이 자주 전투에 참가했던 1960년대 ~ 1980년대 초반까지는 군사력이 약 40만명 이상이 되는 것으로 추산된다.
특히 앙골라 독립 직후에 발발 한 앙골라 내전은 1975년부터 대규모로 개입하였고 독립 이전부터 지원하던 MPLA의 아고스티뉴 네투 정권의 존속을 군사적, 경제적 원조를 통해 가능하게 했다. 이후에도 인종 차별 정책을 내거는 남아공의 극우 인종 차별주의 민족주의자들에게 대항한다는 명목으로 넬슨 만델라의 ANC(남아프리카 국민회의)를 지원했으며, 남아프리카 방위군(South African Defence Force, SADF)을 상대로 약 13년간에 걸쳐 계속 싸웠다.

### 조직

#### 육군
육군은 약 38,000명으로 거의 동수대비의 예비역을 보유하고 있다. 쿠바 육군은 16개 보병 여단과 예비역으로 이루어진 14개 여단을 보유하고 있다고 한다. 장비는 대부분이 구소련제가 많으며, 쿠바 혁명무력은 카리브 해에서 가장 큰 규모이지만 부품과 연료 부족으로 그 운용 능력에 문제가 있다. 또한, 국경 경비 여단도 있으며, 쿠바는 섬이지만 국내에 미국이 주둔하고 있는 관타나모 미군 기지가 있기 때문에, 육상에서의 경비뿐만 아니라 주변 수역의 경비에 필요한 경비정도 가지고 있다.

#### 해군
해군은 약 3,000명의 군사를 보유하고 있다. 영해를 동서로 양분하고 방위 경비 체제에 돌입하고 있다. 장비는 고속정을 중심으로 13척을 보유하고 있으며, 다른 소규모 해병대와 해안 포병 부대가 있다.

#### 공군
공군은 약 8,000명을 보유하고 있으며, 해군과 마찬가지로 영공 관구를 동서로 양분하고 방위 체제에 돌입했다. 장비는 구 소련제 항공기를 중심으로 약 200대를 보유하고 있지만, 그중에서 약 20%만 정상적으로 가동시킬 수 있다. 또한, 공군은 지대공 미사일 체제로 방공대도 준비되어있다.

## 같이 보기
- 피델 카스트로
- 라울 카스트로
- 쿠바 혁명
- 앙골라 내전